# Gerritsens Molen
Gerritsens Molen is een korenmolen in Silvolde in de Nederlandse provincie Gelderland.
De molen werd in 1856 gebouwd en onderging restauraties in 1967 en 1999. De molen is gedurende lange tijd eigendom geweest van de familie Gerritsen, hetgeen de naam van de molen verklaard. In 1972 verkocht een telg uit dit geslacht de molen tezamen met het erf en het pakhuis aan de toenmalige gemeente Wisch. De huidige eigenaar is de gemeente Oude IJsselstreek
De roeden van de molen zijn 24,30 meter lang en zijn voorzien van het oudhollands hekwerk met zeilen. Een vrijwillig molenaar stelt de molen af en toe in bedrijf.